# Bernard (tv-serie)
 For alternative betydninger, se Bernard. (Se også artikler, som begynder med Bernard)
Bernard er en koreansk, spansk, fransk animeret tv-serie, der handler om en fiktiv isbjørn med samme navn. Hvert afsnit varer tre minutter fokuserer på bjørnens nysgerrighed og hans mange klodsede øjeblikke i slapstick-stil. Bernard taler aldrig, udover forskellige uintelligente lyde. Siden 2004 er der indtil videre blevet produceret 156 afsnit fordelt på tre sæsoner, som stadig er sendes.